# Lista över ledamöter av Sveriges riksdag 2006–2010
Det här är en lista över ledamöter av Sveriges riksdag mandatperioden 2006–2010. Statsråd är markerade i fet stil och partiledare i kursiv stil.
| Plats | Ledamot                                                             | Parti                    | Valkrets                     |
| ----- | ------------------------------------------------------------------- | ------------------------ | ---------------------------- |
| 1     | Jan Björkman (1:e vice talman)                                      | Socialdemokraterna       | Blekinge län                 |
| 2     | Birgitta Sellén (2:e vice talman)                                   | Centerpartiet            | Västernorrlands län          |
| 3     | Liselott Hagberg (3:e vice talman)                                  | Folkpartiet liberalerna  | Södermanlands län            |
| 4     | Helena Bargholtz                                                    | Folkpartiet liberalerna  | Stockholms län               |
| 5     | Mona Sahlin                                                         | Socialdemokraterna       | Stockholms län               |
| 6     | Per Westerberg (talman) (ersatt av Peder Wachtmeister)              | Moderata samlingspartiet | Södermanlands län            |
| 7     | Caroline Helmersson-Olsson                                          | Socialdemokraterna       | Södermanlands län            |
| 8     | Michael Hagberg                                                     | Socialdemokraterna       | Södermanlands län            |
| 9     | Sonia Karlsson                                                      | Socialdemokraterna       | Östergötlands län            |
| 10    | Peter Eriksson                                                      | Miljöpartiet de Gröna    | Östergötlands län            |
| 11    | Yvonne Andersson                                                    | Kristdemokraterna        | Östergötlands län            |
| 12    | Gustav Nilsson                                                      | Moderata samlingspartiet | Blekinge län                 |
| 13    | Kerstin Haglö                                                       | Socialdemokraterna       | Blekinge län                 |
| 14    | Annicka Engblom                                                     | Moderata samlingspartiet | Blekinge län                 |
| 15    | Michael Anefur                                                      | Kristdemokraterna        | Skåne läns norra och östra   |
| 16    | Ylva Johansson                                                      | Socialdemokraterna       | Skåne läns norra och östra   |
| 17    | Christer Nylander                                                   | Folkpartiet liberalerna  | Skåne läns norra och östra   |
| 18    | Inger René                                                          | Moderata samlingspartiet | Västra Götalands läns västra |
| 19    | Kent Olsson                                                         | Moderata samlingspartiet | Västra Götalands läns västra |
| 20    | Rosita Runegrund                                                    | Kristdemokraterna        | Västra Götalands läns västra |
| 21    | Ann-Kristine Johansson                                              | Socialdemokraterna       | Värmlands län                |
| 22    | Marie Engström                                                      | Vänsterpartiet           | Värmlands län                |
| 23    | Rolf Gunnarsson                                                     | Moderata samlingspartiet | Dalarnas län                 |
| 24    | Mats Odell (ersatt av Emma Henriksson)                              | Kristdemokraterna        | Stockholms län               |
| 23    | Göran Lennmarker                                                    | Moderata samlingspartiet | Stockholms län               |
| 26    | Inger Davidson                                                      | Kristdemokraterna        | Stockholms län               |
| 27    | Karin Pilsäter                                                      | Folkpartiet liberalerna  | Stockholms län               |
| 28    | Laila Bjurling                                                      | Socialdemokraterna       | Södermanlands län            |
| 29    | Elisebeht Markström                                                 | Socialdemokraterna       | Södermanlands län            |
| 30    | Gunnar Axén                                                         | Moderata samlingspartiet | Östergötlands län            |
| 31    | Anne Ludvigsson                                                     | Socialdemokraterna       | Östergötlands län            |
| 32    | Billy Gustafsson                                                    | Socialdemokraterna       | Östergötlands län            |
| 33    | Gunilla Carlsson (ersatt av Finn Bengtsson)                         | Moderata samlingspartiet | Östergötlands län            |
| 34    | Christer Engelhardt                                                 | Socialdemokraterna       | Gotlands län                 |
| 35    | Rolf K. Nilsson                                                     | Moderata samlingspartiet | Gotlands län                 |
| 36    | Peter Jeppsson                                                      | Socialdemokraterna       | Blekinge län                 |
| 37    | Marie Granlund                                                      | Socialdemokraterna       | Malmö kommun                 |
| 38    | Kerstin Engle                                                       | Socialdemokraterna       | Skåne läns norra och östra   |
| 39    | Gunnel Wallin                                                       | Centerpartiet            | Skåne läns norra och östra   |
| 40    | Margareta Pålsson                                                   | Moderata samlingspartiet | Skåne läns norra och östra   |
| 41    | Åsa Torstensson (ersatt av Maria Kornevik Jakobsson)                | Centerpartiet            | Västra Götalands läns västra |
| 42    | Jan-Olof Larsson                                                    | Socialdemokraterna       | Västra Götalands läns västra |
| 43    | Holger Gustafsson                                                   | Kristdemokraterna        | Västra Götalands läns östra  |
| 44    | Marina Pettersson                                                   | Socialdemokraterna       | Värmlands län                |
| 45    | Dan Kihlström                                                       | Kristdemokraterna        | Värmlands län                |
| 46    | Jan-Evert Rådhström                                                 | Moderata samlingspartiet | Värmlands län                |
| 47    | Kenneth Johansson                                                   | Centerpartiet            | Dalarnas län                 |
| 48    | Hans Unander                                                        | Socialdemokraterna       | Dalarnas län                 |
| 49    | Kurt Kvarnström                                                     | Socialdemokraterna       | Dalarnas län                 |
| 50    | Sylvia Lindgren                                                     | Socialdemokraterna       | Dalarnas län                 |
| 51    | Sofia Arkelsten                                                     | Moderata samlingspartiet | Stockholms kommun            |
| 52    | Jan Emanuel Johansson                                               | Socialdemokraterna       | Stockholms län               |
| 53    | Carina Moberg                                                       | Socialdemokraterna       | Stockholms län               |
| 54    | Björn von Sydow                                                     | Socialdemokraterna       | Stockholms län               |
| 55    | Christina Axelsson                                                  | Socialdemokraterna       | Stockholms län               |
| 56    | Kjell Eldensjö                                                      | Kristdemokraterna        | Södermanlands län            |
| 57    | Elina Linna                                                         | Vänsterpartiet           | Södermanlands län            |
| 58    | Louise Malmström                                                    | Socialdemokraterna       | Östergötlands län            |
| 59    | Johan Löfstrand                                                     | Socialdemokraterna       | Östergötlands län            |
| 60    | Anders Andersson                                                    | Kristdemokraterna        | Kalmar län                   |
| 61    | Krister Örnfjäder                                                   | Socialdemokraterna       | Kalmar län                   |
| 62    | Leif Jakobsson                                                      | Socialdemokraterna       | Malmö kommun                 |
| 63    | Karin Svensson Smith                                                | Miljöpartiet de Gröna    | Malmö kommun                 |
| 64    | Göran Persson i Simrishamn                                          | Socialdemokraterna       | Skåne läns norra och östra   |
| 65    | Christer Adelsbo                                                    | Socialdemokraterna       | Skåne läns norra och östra   |
| 66    | Alf Eriksson                                                        | Socialdemokraterna       | Hallands län                 |
| 67    | Hans Hoff                                                           | Socialdemokraterna       | Hallands län                 |
| 68    | Lars Tysklind                                                       | Folkpartiet liberalerna  | Västra Götalands läns västra |
| 69    | Catharina Bråkenhielm                                               | Socialdemokraterna       | Västra Götalands läns västra |
| 70    | Monica Green                                                        | Socialdemokraterna       | Västra Götalands läns östra  |
| 71    | Urban Ahlin                                                         | Socialdemokraterna       | Västra Götalands läns östra  |
| 72    | Tommy Ternemar                                                      | Socialdemokraterna       | Värmlands län                |
| 73    | Berit Högman                                                        | Socialdemokraterna       | Värmlands län                |
| 74    | Anneli Särnblad                                                     | Socialdemokraterna       | Dalarnas län                 |
| 75    | Lena Olsson                                                         | Vänsterpartiet           | Dalarnas län                 |
| 76    | Sinikka Bohlin                                                      | Socialdemokraterna       | Gävleborgs län               |
| 77    | Roland Bäckman                                                      | Socialdemokraterna       | Gävleborgs län               |
| 78    | Lars Lilja                                                          | Socialdemokraterna       | Västerbottens län            |
| 79    | Ulf Grape                                                           | Moderata samlingspartiet | Västerbottens län            |
| 80    | Göran Hägglund (ersatt av Désirée Pethrus Engström)                 | Kristdemokraterna        | Stockholms kommun            |
| 81    | Fredrik Reinfeldt (ersatt av Margareta Cederfelt)                   | Moderata samlingspartiet | Stockholms kommun            |
| 82    | Ingvar Svensson                                                     | Kristdemokraterna        | Stockholms län               |
| 83    | Marietta de Pourbaix-Lundin                                         | Moderata samlingspartiet | Stockholms län               |
| 84    | Barbro Westerholm                                                   | Folkpartiet liberalerna  | Stockholms län               |
| 85    | Eliza Roszkowska Öberg                                              | Moderata samlingspartiet | Stockholms län               |
| 86    | Roger Tiefensee                                                     | Centerpartiet            | Södermanlands län            |
| 87    | Fredrik Olovsson                                                    | Socialdemokraterna       | Södermanlands län            |
| 88    | Karin Granbom                                                       | Folkpartiet liberalerna  | Östergötlands län            |
| 89    | Staffan Danielsson                                                  | Centerpartiet            | Östergötlands län            |
| 90    | Håkan Juholt                                                        | Socialdemokraterna       | Kalmar län                   |
| 91    | Eva Bengtson Skogsberg                                              | Moderata samlingspartiet | Kalmar län                   |
| 92    | Hillevi Larsson                                                     | Socialdemokraterna       | Malmö kommun                 |
| 93    | Allan Widman                                                        | Folkpartiet liberalerna  | Malmö kommun                 |
| 94    | Göran Montan                                                        | Moderata samlingspartiet | Skåne läns norra och östra   |
| 95    | Hans Wallmark                                                       | Moderata samlingspartiet | Skåne läns norra och östra   |
| 96    | Lars Gustafsson                                                     | Kristdemokraterna        | Hallands län                 |
| 97    | Jan Ertsborn                                                        | Folkpartiet liberalerna  | Hallands län                 |
| 98    | Kenneth G. Forslund                                                 | Socialdemokraterna       | Västra Götalands läns västra |
| 99    | Birgitta Eriksson                                                   | Socialdemokraterna       | Västra Götalands läns västra |
| 100   | Carina Ohlsson                                                      | Socialdemokraterna       | Västra Götalands läns östra  |
| 101   | Lars Elinderson                                                     | Moderata samlingspartiet | Västra Götalands läns östra  |
| 102   | Lars Mejern Larsson                                                 | Socialdemokraterna       | Värmlands län                |
| 103   | Erik A. Eriksson                                                    | Centerpartiet            | Värmlands län                |
| 104   | Jan Lindholm                                                        | Miljöpartiet de Gröna    | Dalarnas län                 |
| 105   | Carin Runeson                                                       | Socialdemokraterna       | Dalarnas län                 |
| 106   | Sven Bergström                                                      | Centerpartiet            | Gävleborgs län               |
| 107   | Raimo Pärssinen                                                     | Socialdemokraterna       | Gävleborgs län               |
| 108   | Karl Gustav Abramsson                                               | Socialdemokraterna       | Västerbottens län            |
| 109   | Gunilla Tjernberg                                                   | Kristdemokraterna        | Västerbottens län            |
| 110   | Beatrice Ask (ersatt av Marianne Watz)                              | Moderata samlingspartiet | Stockholms kommun            |
| 111   | Anders Ygeman                                                       | Socialdemokraterna       | Stockholms kommun            |
| 112   | Tommy Waidelich                                                     | Socialdemokraterna       | Stockholms län               |
| 113   | Lars Ohly                                                           | Vänsterpartiet           | Stockholms län               |
| 114   | Yilmaz Kerimo                                                       | Socialdemokraterna       | Stockholms län               |
| 115   | Karin Enström                                                       | Moderata samlingspartiet | Stockholms län               |
| 116   | Gunvor G. Ericson                                                   | Miljöpartiet de Gröna    | Södermanlands län            |
| 117   | Walburga Habsburg Douglas                                           | Moderata samlingspartiet | Södermanlands län            |
| 118   | Torbjörn Björlund                                                   | Vänsterpartiet           | Östergötlands län            |
| 119   | Betty Malmberg                                                      | Moderata samlingspartiet | Östergötlands län            |
| 120   | Anders Åkesson                                                      | Centerpartiet            | Kalmar län                   |
| 121   | Désirée Liljevall                                                   | Socialdemokraterna       | Kalmar län                   |
| 122   | Tobias Billström (ersatt av Staffan Appelros)                       | Moderata samlingspartiet | Malmö kommun                 |
| 123   | Luciano Astudillo                                                   | Socialdemokraterna       | Malmö kommun                 |
| 124   | Ronny Olander                                                       | Socialdemokraterna       | Skåne läns södra             |
| 125   | Bo Bernhardsson                                                     | Socialdemokraterna       | Skåne läns södra             |
| 126   | Anne Marie Brodén                                                   | Moderata samlingspartiet | Hallands län                 |
| 127   | Jan Andersson                                                       | Centerpartiet            | Hallands län                 |
| 128   | Wiwi-Anne Johansson                                                 | Vänsterpartiet           | Västra Götalands läns västra |
| 129   | Maria Plass                                                         | Moderata samlingspartiet | Västra Götalands läns västra |
| 130   | Christer Winbäck                                                    | Folkpartiet liberalerna  | Västra Götalands läns östra  |
| 131   | Cecilia Widegren                                                    | Moderata samlingspartiet | Västra Götalands läns östra  |
| 132   | Christian Holm                                                      | Moderata samlingspartiet | Värmlands län                |
| 133   | Nina Larsson                                                        | Folkpartiet liberalerna  | Värmlands län                |
| 134   | Patrik Forslund                                                     | Moderata samlingspartiet | Dalarnas län                 |
| 135   | Ulf Berg                                                            | Moderata samlingspartiet | Dalarnas län                 |
| 136   | Åsa Lindestam                                                       | Socialdemokraterna       | Gävleborgs län               |
| 137   | Hans Backman                                                        | Folkpartiet liberalerna  | Gävleborgs län               |
| 138   | Maud Olofsson (ersatt av Åke Sandström)                             | Centerpartiet            | Västerbottens län            |
| 139   | Britta Rådström                                                     | Socialdemokraterna       | Västerbottens län            |
| 140   | Nikos Papadopoulos                                                  | Socialdemokraterna       | Stockholms kommun            |
| 141   | Anna Lilliehöök                                                     | Moderata samlingspartiet | Stockholms kommun            |
| 142   | Gunnar Andrén                                                       | Folkpartiet liberalerna  | Stockholms län               |
| 143   | Kerstin Lundgren                                                    | Centerpartiet            | Stockholms län               |
| 144   | Ewa Björling (ersatt av Göran Thingwall)                            | Moderata samlingspartiet | Stockholms län               |
| 145   | Hillevi Engström                                                    | Moderata samlingspartiet | Stockholms län               |
| 146   | Lennart Hedquist                                                    | Moderata samlingspartiet | Uppsala län                  |
| 147   | Per Bill                                                            | Moderata samlingspartiet | Uppsala län                  |
| 148   | Aleksander Gabelic                                                  | Socialdemokraterna       | Östergötlands län            |
| 149   | Andreas Norlén                                                      | Moderata samlingspartiet | Östergötlands län            |
| 150   | Jan R. Andersson                                                    | Moderata samlingspartiet | Kalmar län                   |
| 151   | Lena Hallengren                                                     | Socialdemokraterna       | Kalmar län                   |
| 152   | Inge Garstedt                                                       | Moderata samlingspartiet | Malmö kommun                 |
| 153   | Marianne Berg                                                       | Vänsterpartiet           | Malmö kommun                 |
| 154   | Ulf Nilsson                                                         | Folkpartiet liberalerna  | Skåne läns södra             |
| 155   | Morgan Johansson                                                    | Socialdemokraterna       | Skåne läns södra             |
| 156   | Henrik von Sydow                                                    | Moderata samlingspartiet | Hallands län                 |
| 157   | Marianne Kierkemann                                                 | Moderata samlingspartiet | Hallands län                 |
| 158   | Lars-Arne Staxäng                                                   | Moderata samlingspartiet | Västra Götalands läns västra |
| 159   | Tina Ehn                                                            | Miljöpartiet de Gröna    | Västra Götalands läns västra |
| 160   | Egon Frid                                                           | Vänsterpartiet           | Västra Götalands läns östra  |
| 161   | Patrik Björck                                                       | Socialdemokraterna       | Västra Götalands läns östra  |
| 162   | Sten Tolgfors (ersatt av Oskar Öholm)                               | Moderata samlingspartiet | Örebro län                   |
| 163   | Peter Pedersen                                                      | Vänsterpartiet           | Örebro län                   |
| 164   | Lennart Sacrédeus                                                   | Kristdemokraterna        | Dalarnas län                 |
| 165   | Peter Hultqvist                                                     | Socialdemokraterna       | Dalarnas län                 |
| 166   | Margareta Kjellin                                                   | Moderata samlingspartiet | Gävleborgs län               |
| 167   | Bodil Ceballos                                                      | Miljöpartiet de Gröna    | Gävleborgs län               |
| 168   | Thomas Nihlén                                                       | Miljöpartiet de Gröna    | Västerbottens län            |
| 169   | LiseLotte Olsson                                                    | Vänsterpartiet           | Västerbottens län            |
| 170   | Kalle Larsson                                                       | Vänsterpartiet           | Stockholms kommun            |
| 171   | Carl B. Hamilton                                                    | Folkpartiet liberalerna  | Stockholms kommun            |
| 172   | Maria Wetterstrand                                                  | Miljöpartiet de Gröna    | Stockholms kommun            |
| 173   | Bosse Ringholm                                                      | Socialdemokraterna       | Stockholms kommun            |
| 174   | Mikaela Valtersson                                                  | Miljöpartiet de Gröna    | Stockholms län               |
| 175   | Mikael Damberg                                                      | Socialdemokraterna       | Stockholms län               |
| 176   | Björn Hamilton                                                      | Moderata samlingspartiet | Stockholms län               |
| 177   | Christina Zedell                                                    | Socialdemokraterna       | Stockholms län               |
| 178   | Thomas Östros                                                       | Socialdemokraterna       | Uppsala län                  |
| 179   | Tone Tingsgård                                                      | Socialdemokraterna       | Uppsala län                  |
| 180   | Margareta Persson                                                   | Socialdemokraterna       | Jönköpings län               |
| 181   | Alice Åström                                                        | Vänsterpartiet           | Jönköpings län               |
| 182   | Eskil Erlandsson (ersatt av Karin Nilsson)                          | Centerpartiet            | Kronobergs län               |
| 183   | Tomas Eneroth                                                       | Socialdemokraterna       | Kronobergs län               |
| 184   | Olof Lavesson                                                       | Moderata samlingspartiet | Malmö kommun                 |
| 185   | Cristina Husmark Pehrsson (ersatt av Ann-Charlotte Hammar Johnsson) | Moderata samlingspartiet | Skåne läns västra            |
| 186   | Lars Lindblad                                                       | Moderata samlingspartiet | Skåne läns södra             |
| 187   | Ewa Thalén Finné                                                    | Moderata samlingspartiet | Skåne läns södra             |
| 188   | Jennie Nilsson                                                      | Socialdemokraterna       | Hallands län                 |
| 189   | Magdalena Streijffert                                               | Socialdemokraterna       | Hallands län                 |
| 190   | Claes-Göran Brandin                                                 | Socialdemokraterna       | Göteborgs kommun             |
| 191   | Eva Flyborg                                                         | Folkpartiet liberalerna  | Göteborgs kommun             |
| 192   | Renée Jeryd                                                         | Socialdemokraterna       | Västra Götalands läns norra  |
| 193   | Ingemar Vänerlöv                                                    | Kristdemokraterna        | Västra Götalands läns norra  |
| 194   | Sten Bergheden                                                      | Moderata samlingspartiet | Västra Götalands läns östra  |
| 195   | Ulrika Carlsson i Skövde                                            | Centerpartiet            | Västra Götalands läns östra  |
| 196   | Mikael Johansson                                                    | Miljöpartiet de Gröna    | Örebro län                   |
| 197   | Johan Pehrson                                                       | Folkpartiet liberalerna  | Örebro län                   |
| 198   | Margareta Israelsson                                                | Socialdemokraterna       | Västmanlands län             |
| 199   | Camilla Lindberg                                                    | Folkpartiet liberalerna  | Dalarnas län                 |
| 200   | Ulla Andersson                                                      | Vänsterpartiet           | Gävleborgs län               |
| 201   | Per Svedberg                                                        | Socialdemokraterna       | Gävleborgs län               |
| 202   | Maria Lundqvist-Brömster                                            | Folkpartiet liberalerna  | Västerbottens län            |
| 203   | Ibrahim Baylan                                                      | Socialdemokraterna       | Västerbottens län            |
| 204   | Helén Pettersson i Umeå                                             | Socialdemokraterna       | Västerbottens län            |
| 205   | Kristina Zakrisson                                                  | Socialdemokraterna       | Norrbottens län              |
| 206   | Lena Adelsohn Liljeroth (ersatt av Mahmood Fahmi)                   | Moderata samlingspartiet | Stockholms kommun            |
| 207   | Veronica Palm                                                       | Socialdemokraterna       | Stockholms kommun            |
| 208   | Birgitta Ohlsson                                                    | Folkpartiet liberalerna  | Stockholms kommun            |
| 209   | Solveig Ternström                                                   | oberoende                | Stockholms kommun            |
| 210   | Anna Kinberg Batra                                                  | Moderata samlingspartiet | Stockholms län               |
| 211   | Maryam Yazdanfar                                                    | Socialdemokraterna       | Stockholms län               |
| 212   | Nils Oskar Nilsson                                                  | Moderata samlingspartiet | Stockholms län               |
| 213   | Lennart Levi                                                        | Centerpartiet            | Stockholms län               |
| 214   | Mats Berglind                                                       | Socialdemokraterna       | Uppsala län                  |
| 215   | Mikael Oscarsson                                                    | Kristdemokraterna        | Uppsala län                  |
| 216   | Carina Hägg                                                         | Socialdemokraterna       | Jönköpings län               |
| 217   | Stefan Attefall                                                     | Kristdemokraterna        | Jönköpings län               |
| 218   | Lars Wegendal                                                       | Socialdemokraterna       | Kronobergs län               |
| 219   | Carina Adolfsson Elgestam                                           | Socialdemokraterna       | Kronobergs län               |
| 220   | Anders Karlsson                                                     | Socialdemokraterna       | Skåne läns västra            |
| 221   | Kent Härstedt                                                       | Socialdemokraterna       | Skåne läns västra            |
| 222   | Otto von Arnold                                                     | Kristdemokraterna        | Skåne läns södra             |
| 223   | Anne-Marie Pålsson                                                  | Moderata samlingspartiet | Skåne läns södra             |
| 224   | Siw Wittgren-Ahl                                                    | Socialdemokraterna       | Göteborgs kommun             |
| 225   | Göran Lindblad                                                      | Moderata samlingspartiet | Göteborgs kommun             |
| 226   | Cecilia Magnusson                                                   | Moderata samlingspartiet | Göteborgs kommun             |
| 227   | Annelie Enochson                                                    | Kristdemokraterna        | Göteborgs kommun             |
| 228   | Christina Oskarsson                                                 | Socialdemokraterna       | Västra Götalands läns norra  |
| 229   | Rossana Dinamarca                                                   | Vänsterpartiet           | Västra Götalands läns norra  |
| 230   | Else-Marie Lindgren                                                 | Kristdemokraterna        | Västra Götalands läns södra  |
| 231   | Cecilie Tenfjord-Toftby                                             | Moderata samlingspartiet | Västra Götalands läns södra  |
| 232   | Sofia Larsen                                                        | Centerpartiet            | Örebro län                   |
| 233   | Lennart Axelsson                                                    | Socialdemokraterna       | Örebro län                   |
| 234   | Sven-Erik Österberg                                                 | Socialdemokraterna       | Västmanlands län             |
| 235   | Christer Eriksson                                                   | Centerpartiet            | Västmanlands län             |
| 236   | Tomas Tobé                                                          | Moderata samlingspartiet | Gävleborgs län               |
| 237   | Hans Stenberg                                                       | Socialdemokraterna       | Västernorrlands län          |
| 238   | Berit Andnor                                                        | Socialdemokraterna       | Jämtlands län                |
| 239   | Ola Sundell                                                         | Moderata samlingspartiet | Jämtlands län                |
| 240   | Lars U. Granberg                                                    | Socialdemokraterna       | Norrbottens län              |
| 241   | Siv Holma                                                           | Vänsterpartiet           | Norrbottens län              |
| 242   | Mats Johansson                                                      | Moderata samlingspartiet | Stockholms kommun            |
| 243   | Reza Khelili Dylami                                                 | Moderata samlingspartiet | Stockholms kommun            |
| 244   | Jan Björklund (ersatt av Gulan Avci)                                | Folkpartiet liberalerna  | Stockholms kommun            |
| 245   | Amineh Kakabaveh                                                    | Vänsterpartiet           | Stockholms kommun            |
| 246   | Rune Wikström                                                       | Moderata samlingspartiet | Stockholms län               |
| 247   | Mats Pertoft                                                        | Miljöpartiet de Gröna    | Stockholms län               |
| 248   | Anti Avsan                                                          | Moderata samlingspartiet | Stockholms län               |
| 249   | Göran Pettersson                                                    | Moderata samlingspartiet | Stockholms län               |
| 250   | Agneta Gille                                                        | Socialdemokraterna       | Uppsala län                  |
| 251   | Erik Ullenhag                                                       | Folkpartiet liberalerna  | Uppsala län                  |
| 252   | Göte Wahlström                                                      | Socialdemokraterna       | Jönköpings län               |
| 253   | Maria Larsson (ersatt av Irene Oskarsson)                           | Kristdemokraterna        | Jönköpings län               |
| 254   | Katarina Brännström                                                 | Moderata samlingspartiet | Kronobergs län               |
| 255   | Eva Johnsson                                                        | Kristdemokraterna        | Kronobergs län               |
| 256   | Christin Hagberg                                                    | Socialdemokraterna       | Skåne läns västra            |
| 257   | Tina Acketoft                                                       | Folkpartiet liberalerna  | Skåne läns västra            |
| 258   | Ulf Holm                                                            | Miljöpartiet de Gröna    | Skåne läns södra             |
| 259   | Johan Linander                                                      | Centerpartiet            | Skåne läns södra             |
| 260   | Lars Johansson                                                      | Socialdemokraterna       | Göteborgs kommun             |
| 261   | Leif Pagrotsky                                                      | Socialdemokraterna       | Göteborgs kommun             |
| 262   | Gunilla Carlsson i Hisings Backa                                    | Socialdemokraterna       | Göteborgs kommun             |
| 263   | Cecilia Wigström i Göteborg                                         | Folkpartiet liberalerna  | Göteborgs kommun             |
| 264   | Anita Brodén                                                        | Folkpartiet liberalerna  | Västra Götalands läns norra  |
| 265   | Peter Johnsson                                                      | Socialdemokraterna       | Västra Götalands läns norra  |
| 266   | Claes Västerteg                                                     | Centerpartiet            | Västra Götalands läns södra  |
| 267   | Ann-Christin Ahlberg                                                | Socialdemokraterna       | Västra Götalands läns södra  |
| 268   | Lars-Axel Nordell                                                   | Kristdemokraterna        | Örebro län                   |
| 269   | Thomas Bodström                                                     | Socialdemokraterna       | Örebro län                   |
| 270   | Pia Nilsson                                                         | Socialdemokraterna       | Västmanlands län             |
| 271   | Staffan Anger                                                       | Moderata samlingspartiet | Västmanlands län             |
| 272   | Agneta Lundberg                                                     | Socialdemokraterna       | Västernorrlands län          |
| 273   | Susanne Eberstein                                                   | Socialdemokraterna       | Västernorrlands län          |
| 274   | Gunnar Sandberg                                                     | Socialdemokraterna       | Jämtlands län                |
| 275   | Marie Nordén                                                        | Socialdemokraterna       | Jämtlands län                |
| 276   | Maria Öberg                                                         | Socialdemokraterna       | Norrbottens län              |
| 277   | Krister Hammarbergh                                                 | Moderata samlingspartiet | Norrbottens län              |
| 278   | Börje Vestlund                                                      | Socialdemokraterna       | Stockholms kommun            |
| 279   | Mats G. Nilsson                                                     | Moderata samlingspartiet | Stockholms kommun            |
| 280   | Mehmet Kaplan                                                       | Miljöpartiet de Gröna    | Stockholms kommun            |
| 281   | Per Bolund                                                          | Miljöpartiet de Gröna    | Stockholms kommun            |
| 282   | Mikael Sandström (ersatt av Malin Löfsjögård)                       | Moderata samlingspartiet | Stockholms län               |
| 283   | Isabella Jernbeck                                                   | Moderata samlingspartiet | Stockholms län               |
| 284   | Esabelle Dingizian                                                  | Miljöpartiet de Gröna    | Stockholms län               |
| 285   | Mats Gerdau                                                         | Moderata samlingspartiet | Stockholms län               |
| 286   | Ulrika Karlsson i Uppsala                                           | Moderata samlingspartiet | Uppsala län                  |
| 287   | Jacob Johnson                                                       | Vänsterpartiet           | Uppsala län                  |
| 288   | Bengt-Anders Johansson                                              | Moderata samlingspartiet | Jönköpings län               |
| 289   | Helene Petersson i Stockaryd                                        | Socialdemokraterna       | Jönköpings län               |
| 290   | Tobias Krantz (ersatt av Emma Löfdahl Landberg)                     | Folkpartiet liberalerna  | Jönköpings län               |
| 291   | Anna Tenje                                                          | Moderata samlingspartiet | Kronobergs län               |
| 292   | Sven Yngve Persson                                                  | Moderata samlingspartiet | Skåne läns västra            |
| 293   | Lennart Pettersson                                                  | Centerpartiet            | Skåne läns västra            |
| 294   | Inger Jarl Beck                                                     | Socialdemokraterna       | Skåne läns södra             |
| 295   | Christine Jönsson                                                   | Moderata samlingspartiet | Skåne läns södra             |
| 296   | Eva Selin Lindgren                                                  | Centerpartiet            | Göteborgs kommun             |
| 297   | Lisbeth Grönfeldt Bergman                                           | Moderata samlingspartiet | Göteborgs kommun             |
| 298   | Eva Olofsson                                                        | Vänsterpartiet           | Göteborgs kommun             |
| 299   | Hans Rothenberg                                                     | Moderata samlingspartiet | Göteborgs kommun             |
| 300   | Annika Qarlsson                                                     | Centerpartiet            | Västra Götalands läns norra  |
| 301   | Björn Leivik                                                        | Moderata samlingspartiet | Västra Götalands läns norra  |
| 302   | Hans Olsson                                                         | Socialdemokraterna       | Västra Götalands läns södra  |
| 303   | Phia Andersson                                                      | Socialdemokraterna       | Västra Götalands läns södra  |
| 304   | Matilda Ernkrans                                                    | Socialdemokraterna       | Örebro län                   |
| 305   | Ameer Sachet                                                        | Socialdemokraterna       | Örebro län                   |
| 306   | Kent Persson                                                        | Vänsterpartiet           | Västmanlands län             |
| 307   | Agneta Berliner                                                     | Folkpartiet liberalerna  | Västmanlands län             |
| 308   | Gunilla Wahlén                                                      | Vänsterpartiet           | Västernorrlands län          |
| 309   | Liza-Maria Norlin                                                   | Kristdemokraterna        | Västernorrlands län          |
| 310   | Solveig Hellquist                                                   | Folkpartiet liberalerna  | Västernorrlands län          |
| 311   | Per Åsling                                                          | Centerpartiet            | Jämtlands län                |
| 312   | Karin Åström                                                        | Socialdemokraterna       | Norrbottens län              |
| 313   | Leif Pettersson                                                     | Socialdemokraterna       | Norrbottens län              |
| 314   | Gustav Blix                                                         | Moderata samlingspartiet | Stockholms kommun            |
| 315   | Fredrick Federley                                                   | Centerpartiet            | Stockholms kommun            |
| 316   | Anna König Jerlmyr                                                  | Moderata samlingspartiet | Stockholms kommun            |
| 317   | Helena Rivière                                                      | Moderata samlingspartiet | Stockholms kommun            |
| 315   | Per Lodenius                                                        | Centerpartiet            | Stockholms län               |
| 319   | Josefin Brink                                                       | Vänsterpartiet           | Stockholms län               |
| 320   | Karl Sigfrid                                                        | Moderata samlingspartiet | Stockholms län               |
| 321   | Fredrik Schulte                                                     | Moderata samlingspartiet | Stockholms län               |
| 322   | Solveig Zander                                                      | Centerpartiet            | Uppsala län                  |
| 323   | Helena Leander                                                      | Miljöpartiet de Gröna    | Uppsala län                  |
| 324   | Magdalena Andersson                                                 | Moderata samlingspartiet | Jönköpings län               |
| 325   | Thomas Strand                                                       | Socialdemokraterna       | Jönköpings län               |
| 326   | Helena Bouveng                                                      | Moderata samlingspartiet | Jönköpings län               |
| 327   | Annie Johansson                                                     | Centerpartiet            | Jönköpings län               |
| 328   | Ann Arleklo                                                         | Socialdemokraterna       | Skåne läns västra            |
| 329   | Marie Weibull Kornias                                               | Moderata samlingspartiet | Skåne läns västra            |
| 330   | Mats Sander                                                         | Moderata samlingspartiet | Skåne läns västra            |
| 331   | Anders Hansson                                                      | Moderata samlingspartiet | Skåne läns södra             |
| 332   | Max Andersson                                                       | Miljöpartiet de Gröna    | Göteborgs kommun             |
| 333   | Lage Rahm                                                           | Miljöpartiet de Gröna    | Göteborgs kommun             |
| 334   | Lars Hjälmered                                                      | Moderata samlingspartiet | Göteborgs kommun             |
| 335   | Hans Linde                                                          | Vänsterpartiet           | Göteborgs kommun             |
| 336   | Peter Rådberg                                                       | Miljöpartiet de Gröna    | Västra Götalands läns norra  |
| 337   | Mikael Cederbratt                                                   | Moderata samlingspartiet | Västra Götalands läns norra  |
| 338   | Jörgen Hellman                                                      | Socialdemokraterna       | Västra Götalands läns norra  |
| 339   | Jan Ericson                                                         | Moderata samlingspartiet | Västra Götalands läns södra  |
| 340   | Eva-Lena Jansson                                                    | Socialdemokraterna       | Örebro län                   |
| 341   | Elisabeth Svantesson                                                | Moderata samlingspartiet | Örebro län                   |
| 342   | Olle Thorell                                                        | Socialdemokraterna       | Västmanlands län             |
| 343   | Jessica Polfjärd                                                    | Moderata samlingspartiet | Västmanlands län             |
| 344   | Bertil Kjellberg                                                    | Moderata samlingspartiet | Västernorrlands län          |
| 345   | Eva Sonidsson                                                       | Socialdemokraterna       | Västernorrlands län          |
| 346   | Lena Asplund                                                        | Moderata samlingspartiet | Västernorrlands län          |
| 347   | Jasenko Omanović                                                    | Socialdemokraterna       | Västernorrlands län          |
| 348   | Stefan Tornberg                                                     | Centerpartiet            | Norrbottens län              |
| 349   | Fredrik Lundh                                                       | Socialdemokraterna       | Norrbottens län              |

## Ledamöter som avgick under mandatperioden
| Plats | Avgången ledamot † = avliden | Parti                    | Valkrets                    | Ny ledamot                 | Fr.o.m. † = dödsdatum |
| ----- | ---------------------------- | ------------------------ | --------------------------- | -------------------------- | --------------------- |
| 314   | Sebastian Cederschiöld       | Moderata samlingspartiet | Stockholms kommun           | Gustav Blix                | 3 oktober 2006        |
| 281   | Åsa Romson                   | Miljöpartiet de Gröna    | Stockholms kommun           | Per Bolund                 | 3 oktober 2006        |
| 282   | Maria Borelius               | Moderata samlingspartiet | Stockholms län              | Mikael Sandström           | 17 oktober 2006       |
| 292   | Peter Danielsson             | Moderata samlingspartiet | Skåne läns västra           | Sven Yngve Persson         | 9 november 2006       |
| 194   | Charlotte Nordström          | Moderata samlingspartiet | Västra Götalands läns östra | Sten Bergheden             | 16 november 2006      |
| 134   | Mikael Rosén                 | Moderata samlingspartiet | Dalarnas län                | Patrik Forslund            | 16 november 2006      |
| 317   | Johan Forssell               | Moderata samlingspartiet | Stockholms kommun           | Helena Rivière             | 16 november 2006      |
| 278   | Carin Jämtin                 | Socialdemokraterna       | Stockholms kommun           | Börje Vestlund             | 22 december 2006      |
| 257   | Torkild Strandberg           | Folkpartiet liberalerna  | Skåne läns västra           | Tina Acketoft              | 11 januari 2007       |
| 125   | Catherine Persson            | Socialdemokraterna       | Skåne läns södra            | Bo Bernhardsson            | 9 april 2007          |
| 7     | Göran Persson i Stjärnhov    | Socialdemokraterna       | Södermanlands län           | Caroline Helmersson-Olsson | 1 maj 2007            |
| 77    | Ulrica Messing               | Socialdemokraterna       | Gävleborgs län              | Roland Bäckman             | 18 september 2007     |
| 51    | Mikael Odenberg              | Moderata samlingspartiet | Stockholms kommun           | Sofia Arkelsten            | 18 september 2007     |
| 222   | Peter Althin                 | Kristdemokraterna        | Skåne läns södra            | Otto von Arnold            | 5 november 2007       |
| 333   | Karla López                  | Miljöpartiet de Gröna    | Göteborgs kommun            | Lage Rahm                  | 14 november 2007      |
| 85    | Catharina Elmsäter-Svärd     | Moderata samlingspartiet | Stockholms län              | Eliza Roszkowska Öberg     | 1 mars 2008           |
| 243   | Sten Nordin                  | Moderata samlingspartiet | Stockholms kommun           | Reza Khelili Dylami        | 7 maj 2008            |
| 192   | Britt Bohlin Olsson          | Socialdemokraterna       | Västra Götalands läns norra | Renée Jeryd                | 1 juni 2008           |
| 245   | Pernilla Zethraeus           | Vänsterpartiet           | Stockholms kommun           | Amineh Kakabaveh           | 17 juni 2008          |
| 231   | Ulf Sjösten                  | Moderata samlingspartiet | Västra Götalands läns södra | Cecilie Tenfjord-Toftby    | 30 september 2008     |
| 79    | Ulla Löfgren                 | Moderata samlingspartiet | Stockholms län              | Ulf Grape                  | 1 oktober 2008        |
| 268   | Sven Gunnar Persson          | Kristdemokraterna        | Örebro län                  | Lars-Axel Nordell          | 1 januari 2009        |
| 309   | Lars Lindén                  | Kristdemokraterna        | Västernorrlands län         | Liza-Maria Norlin          | 15 januari 2009       |
| 39    | Lars-Ivar Ericson            | Centerpartiet            | Skåne läns norra och östra  | Gunnel Wallin              | 1 februari 2009       |
| 52    | Pär Nuder                    | Socialdemokraterna       | Stockholms län              | Jan Emanuel Johansson      | 11 mars 2009          |
| 4     | Lars Leijonborg              | Folkpartiet liberalerna  | Stockholms län              | Helena Bargholtz           | 17 juni 2009          |
| 15    | Alf Svensson                 | Kristdemokraterna        | Skåne läns norra och östra  | Michael Anefur             | 14 juli 2009          |
| 48    | Marita Ulvskog               | Socialdemokraterna       | Dalarnas län                | Hans Unander               | 14 juli 2009          |
| 251   | Cecilia Wikström i Uppsala   | Folkpartiet liberalerna  | Uppsala län                 | Erik Ullenhag              | 14 juli 2009          |
| 12    | Jeppe Johnsson               | Moderata samlingspartiet | Blekinge län                | Gustav Nilsson             | 16 augusti 2009       |
| 60    | Chatrine Pålsson Ahlgren     | Kristdemokraterna        | Kalmar län                  | Anders Andersson           | 1 november 2009       |
| 235   | Jörgen Johansson †           | Centerpartiet            | Västmanlands län            | Christer Eriksson          | 13 juni 2010 †        |